# Cigno (araldica)
In araldica il cigno simboleggia la vecchiaia gloriosa e rispettata, felice navigazione e, soprattutto, buon augurio.
I cigni nello scudo sono alle volte accollati, cioè con una o più corone passate nel collo.

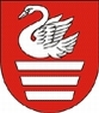
Cigno posato su tre amaidi (Biłgoraj, Polonia)
Cigno nuotante (Joutseno, Finlandia)
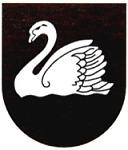
Cigno nuotante (Gulbene, Lettonia)
Cigno sorante (Miory, Bielorussia)
Cigno d'argento, imbeccato e piotato d'oro (Merenschwand, Svizzera)
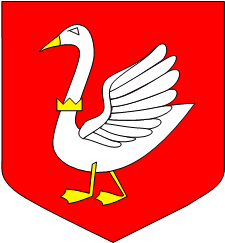
Cigno accollato da una corona d'oro
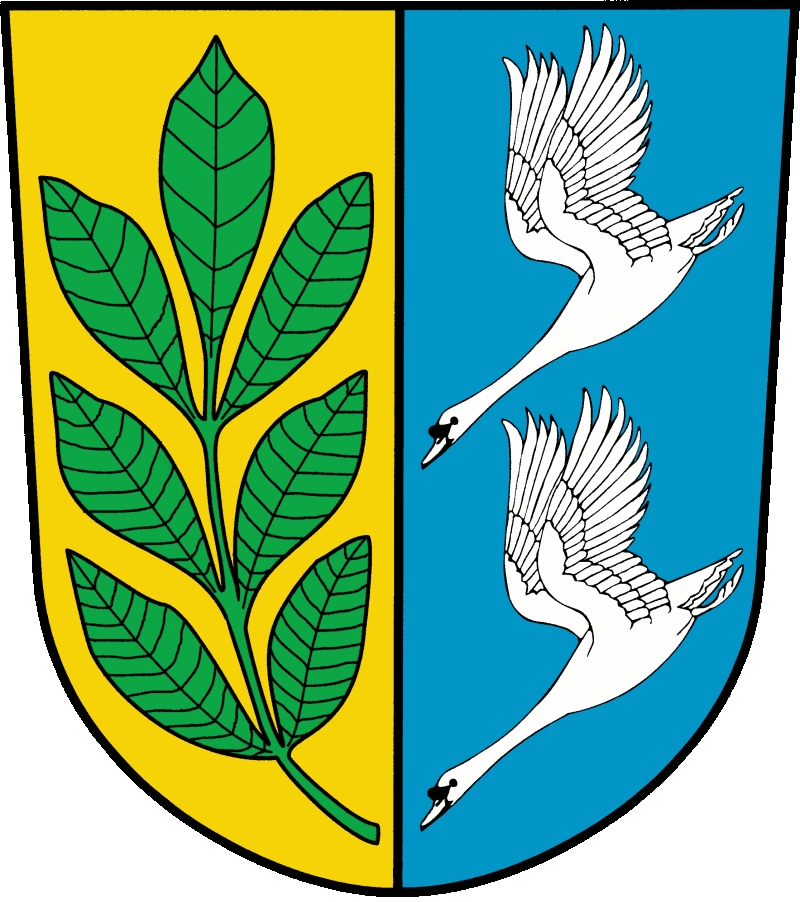
Cigni volanti verso il basso con le ali spiegate (Schönwalde-Glien, Germania)
Cigno d'argento, imbeccato e piotato d’oro (Meleti, LO)

Quando è rappresentato nel suo nido e contemporaneamente natante sull'acqua assume il nome di alcione. L'alcione simboleggia dolcezza, unione matrimoniale e tranquillità.